# Nazem Koudsi
Nazem Koudsi (en arabe : ناظم القدسي / Nāẓim al-Qudsī), né le 14 février 1906 à Alep et mort le 6 février 1998 à Amman, est un homme d'État syrien, qui a exercé les fonctions de chef d'État du 14 décembre 1961 au 8 mars 1963.

## Carrière politique
Koudsi fait ses études à l'université de Damas où il obtient une licence en droit, il étudie ensuite à l'Université américaine de Beyrouth et à l'Université de Genève.
Il revient en Syrie en 1935, où il rejoint le Bloc national, un parti politique opposé au mandat français en Syrie, il est rapidement devenu l'un de ses principaux membres à Alep.
Le parti avait pour objectif de mettre fin au mandat français en Syrie par la voie politique et diplomatique, et non par la voie militaire.
En 1936, il gagne les élections législatives sous l'étiquette Bloc National. Il s'est opposé à la direction du Bloc national à propos du Sandjak d'Alexandrette, il quitte le parti à la suite de ce désaccord. À la suite de cela, il décide de créer à Alep une coalition d'intellectuels autour du célèbre avocat Rushdi al-Kikhiya qui partageait ses vues politiques. Les deux hommes ont été facilement élus au parlement syrien en 1943.
L'opposition était très opposée à la nomination de Shukri Kuwatli, le candidat du Bloc national comme président de la république.
Mais en août 1943, Kuwatli est élu, et pour calmer l'opposition, il nomme Koudsi comme premier ambassadeur de la Syrie aux États-Unis.
En 1947, il fonde à Alep avec Kikhiya le Parti du peuple. C'était le plus gros parti d'opposition au Parti national (ancien Bloc national) qui était resté fidèle au président Kuwatli. Les fondateurs du parti étaient principalement des notables d'Alep qui était favorable à l'union de la Syrie avec l'Irak Hachémite, de la démocratisation de la Syrie et du développement de lien plus fort avec l'Occident. La famille royale d'Irak a activement soutenu le parti.
Koudsi gagne les élections de 1947 de 1954 et de 1962 sous l'étiquette de son parti. Il a voté contre la réélection de Kuwatli à la présidence, mais Kuwatli soutenu par le Parti national a été réélu.
Le gouvernement de Kuwatli est renversé par un coup d'État militaire le 29 mars 1949. Le nouveau président de la Syrie, Husni al-Zaim, a demandé à Koudsi de former un nouveau gouvernement, mais celui-ci a refusé, du fait du caractère non démocratique de l'accession au pouvoir du président Zaim.
En conséquence, Zaim fait arrêter tous les membres du Parti du peuple. Koudsi est libéré peu après, et il est placé en résidence surveillée dans sa maison d'Alep. Il était très critique envers le président Zaim, en particulier quand celui-ci a voulu fermer les frontières de la Syrie avec la Jordanie et l'Irak tout en menaçant ces deux pays de les envahir en les accusant d'être des agents du Royaume-Uni au Moyen-Orient.
Le 14 août 1949, le général Sami al-Hinnawi procède à un coup d'État et fait exécuter le général Zaim. Hinnawi qui était proche du PSNS et du Parti du peuple a été soutenue par Koudsi. Après ce coup d'État, Koudsi est devenue président de l'Assemblée constitutionnelle, qui a rédigé une nouvelle constitution pour la Syrie. Il devient ensuite ministre des affaires étrangères dans le gouvernement d'Hachem al-Atassi.
Koudsi a conduit un dialogue avec le prince Abdallah d'Irak, pour l'union immédiate entre les deux pays. Il a formulé un accord entre les deux pays pour la naissance d'un État syro-irakien fédéral, préservant des gouvernements indépendants en Syrie et en Irak mais ou les affaires militaires, économiques, sociales, culturelles et politiques serait prise conjointement entre les deux États.
Il a proposé ce plan au Caire à la Ligue arabe le 1er janvier 1951 pour l'union de tous les pays arabes, suivant ce modèle.

## Premier ministre
Le 24 décembre 1949, pour amorcer un dialogue avec les syndicats, le président Hachem al-Atassi demande à Koudsi de devenir son premier ministre. Mais les militaires ont mis leur véto à sa nomination, ce qui a entrainé une démission de sa part, au bout de cinq jours les militaires enlèvent leur véto, et Koudsi revient au pouvoir.
Le 4 juin 1950, Koudsi a nommé un gouvernement moins extrémiste que le précédent, il a nommé le général Fawzi Selu comme ministre de la défense.
Selu était le bras droit du général Chichakli, l'homme fort de la Syrie. Koudsi démissionne de son poste le 27 mars 1951.
Le 1er octobre 1951, il a été élu président du parlement.
Le 28 novembre 1951, le général Chichakli procède à un coup d'État. Il fait arrêter tous les membres du Parti du peuple les accusant de vouloir renverser le régime républicain de la Syrie pour la remplacer par la monarchie hachémite irakienne. Il nomme Selu Premier ministre et libère Koudsi en janvier 1952, mais il est placé en résidence surveillée. Koudsi milite clandestinement contre Chichakli, allant jusqu'à soutenir un coup d'État contre lui en février 1954.

## La République arabe unie

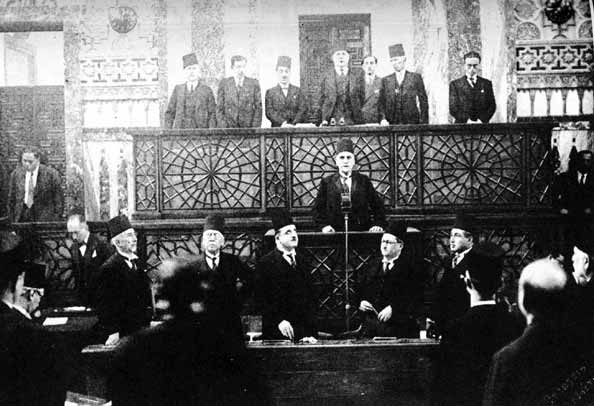
Nazem Koudsi (rangée du bas, à droite) assiste à l'investiture d'Hashem al-Atassi comme président de la République.

En octobre 1954, Koudsi est élu député, et nommé président du parlement le 14 octobre 1954. Il continue de travailler pour l'union de l'Irak et de la Syrie mais c'est en vain.
La même année, les Syriens se tournent vers l'Égypte du jeune président Gamal Abdel Nasser qui venait tout juste d'arriver au pouvoir.
Pendant que Koudsi défendait le rôle d'une Syrie pro-britannique et pro-américaine, la majorité des Syriens étaient prosoviétique.
Il a milité pour que la Syrie adhère au Pacte de Bagdad, un traité de défense anglo-américain visant à contenir le communisme au Moyen-Orient. Les journaux pro-Nasser l'accusent d'être un agent Hachémite.
Le 12 octobre 1957, il démissionne de son poste, et c'est Akram Hourani, une figure du parti Baath qui le remplace.
En 1958, il vote contre l'union syro-égyptienne et quand les deux pays ont fusionné pour créer la République arabe unie, il se retire de la vie politique.

## Président de la République
Le 28 septembre 1961, le général Kouzbari procède à un coup d'État et met fin à l'union syro-égyptienne. Koudsi qui a soutenu le coup d'État, est devenu président du parlement et député.
Il participe aux élections présidentielles, et devient le 12 décembre 1961 président de la République.
À la présidence, il a noué des relations avec des gouvernements anti-Nasser, la Jordanie, le Liban et l'Arabie saoudite. Il s'est aussi rapproché du Royaume-Uni et des États-Unis. La famille hachémite, qui avait soutenue sa carrière politique pendant ses trente dernières années venaient d'être renversé par le général Kassem en 1958. Depuis, il n'a plus eu de bonnes relations avec les chefs d'État irakiens. Pour favoriser les relations diplomatiques entre la Syrie et les États-Unis, il nomme comme ambassadeur syrien à Washington un poète syrien d'Alep, Omar Abu Risheh.
Il a exercé une politique économique libérale, en privatisant les entreprises qui avaient auparavant été nationalisées par Nasser. Il a écarté tous les Syriens pro-Nasser du pouvoir, aussi bien dans l'administration que dans l'armée.
Il a fait rédiger une nouvelle constitution pour la Syrie et a reconstitué les partis politiques qui avaient été interdits.

## Sa chute
Il a essayé de marginaliser le rôle des militaires dans les affaires politiques. Pour ce faire, il nomme Ma’ruf al-Dawalibi comme premier ministre. Dawalibi essaya de diminuer l'influence de l'armée dans toutes les affaires d'État.
Le 28 mars 1962, le colonel Abd al-Karim al-Nehlawi procède à un coup d'État. Celui-ci arrêta Koudsi et Dawalibi en les accusant d'abuser de leur pouvoir et d'avoir persécuté les dirigeants de l'armée syrienne. Le 2 avril, un contre-coup d'État a éclaté, menant le chef d'État-major, Abd al-Karim Zahr al-Din au pouvoir. Karim soutient Koudsi et le fait libérer de prison, et il ordonne à l'armée de reconstituer le parlement qui avait été dissous. Koudsi a refusé d'arrêter ou de tuer Nehlawi, il l'a simplement éloigné de Syrie en le nommant attaché militaire en Indonésie.
En avril 1962, il a tenté d'apaiser l'opposition en nommant premier ministre, Bachir al-Azma, un nassériste qui était ministre de la santé pendant la RAU. Azma a nommé plusieurs membres du parti Baath dans le gouvernement.
Koudsi et Azma ont envoyé au Caire leur ministre des affaires étrangères, Adnan al-Azhari pour renouer un dialogue avec l'Égypte de Nasser. Mais c'est un échec, à la suite de cela, la Syrie dépose une plainte à la Ligue arabe accusant Nasser de vouloir déstabiliser la Syrie en interférant dans ses affaires intérieures, ils ont invité l'armée à se rebeller contre Nasser.
Le 8 mars 1963, le comité militaire du parti Baath lance un coup d'État contre Koudsi. Les dirigeants du Baath voulaient reconstituer la République arabe unie et ont arrêté pour cela le président Koudsi. Il s'est fait bannir de Syrie la même année. Il a vécu en exil en Europe puis en Jordanie, jusqu'au jour où le président Hafez el-Assad l'ait invité à revenir en Syrie en 1971. Il est resté en Syrie tout au long des années 1970.
Il est mort à Amman en Jordanie 6 février 1998.